# Oued Rhiou
Oued Rhiou là một đô thị thuộc tỉnh Relizane, Algérie. Dân số thời điểm năm 2002 là 54.435 người.